# Cristina Manolache
Cristina Manolache () é uma matemática italiana, lecturer sênior na Escola de Matemática e Estatística da Universidade de Sheffield.

## Formação e carreira
Manolache obteve um doutorado em matemática pela Scuola Internazionale Superiore di Studi Avanzati (SISSA) em 2009. Sua tese, Virtual Intersections, foi orientada por Barbara Fantechi. Manolache é especialista em geometria algébrica e tem experiência em geometria birracional e cruzamentos de paredes. Contribuiu para publicações da American Mathematical Society e da Cambridge University Press. Publicações notáveis incluem Reduced invariants from cuspidal maps (2020), em coautoria com Luca Battistella e Francesca Carocci; Stable maps and stable quotients (2014); Virtual pull-backs (2012); e Virtual push-forwards (2012).

## Prêmios e honrarias
Manolache recebeu a Emmy Noether Fellowship em 2020.